# Gelanor zonatus
Gelanor zonatus är en spindelart som först beskrevs av Carl Ludwig Koch 1845.  Gelanor zonatus ingår i släktet Gelanor och familjen kaparspindlar. Inga underarter finns listade i Catalogue of Life.